# Rentemarge
Onder rentemarge worden twee verwante begrippen verstaan die betrekking hebben op de inkomsten van banken uit rente:
1. het verschil tussen de gemiddelde creditrente (rente op toevertrouwde middelen, zoals spaargeld) en debetrente (rente betaald door klanten op leningen);
2. het verschil tussen de totale rentebaten en totale rentelasten van een bank.

De rentemarge, in de tweede zin van het woord, is doorgaans de voornaamste bron van inkomsten van een bank, gevolgd door provisie.
De rentemarge in de tweede zin is niet evenredig aan die in de eerste zin, omdat een bank niet per se evenveel uitleent als ze binnenkrijgt aan middelen. Het kan zijn dat een bank minder uitleent dan ze aan spaargeld toevertrouwd heeft gekregen; waarschijnlijker nog is dat de bank méér uitleent, door het systeem van fractioneel bankieren en andere manieren waarop banken geld kunnen scheppen om uit te lenen. Zelfs bij een negatieve marge in de eerste zin, kan hierdoor de marge in de tweede zin positief zijn.
Inkomen uit de rentemarge staat bloot aan renterisico. Dit treedt op door schommelingen in de hoogte van de rente. Bij een normale rentestructuur, waarbij de lange rente hoger is dan korte rente, is de rentemarge positief. Wanneer er echter sprake is van een omgekeerde of inverse rentestructuur, wordt de rentemarge negatief. Een rentestructuur geeft de relatie weer tussen de rente en de looptijd waarover deze rente wordt ontvangen. Dit wordt grafisch weergegeven door de yieldcurve.